# 缅甸歌百灵
缅甸歌百灵（学名：Mirafra microptera），是百灵科歌百灵属的一种，为缅甸的特有种。该物种的保护状况被评为无危。
缅甸歌百灵的栖息地包括亚热带或热带的（低地）干草原、耕地、亚热带或热带的（低地）干燥疏灌丛和牧草地。